# Tehov (powiat Benešov)
Tehov – gmina w Czechach, w powiecie Benešov, w kraju środkowoczeskim.
1 stycznia 2023 gminę zamieszkiwały 357 osoby, a ich średni wiek wynosił 40,6 roku.